# 李孝逸
李 孝逸（り こういつ、生没年不詳）は、中国の唐の宗室。唐の高祖李淵の従弟の淮安靖王李神通の子。

## 経歴
若いときから学問を好み、文章を得意とした。はじめ梁郡公に封ぜられた。高宗のとき、給事中から益州大都督府長史に累進した。武則天が政権を握ると、左衛将軍となり信任された。
光宅元年（684年）、徐敬業が起兵すると孝逸は左玉鈐衛大将軍・揚州行軍大総管として、官軍を率いて徐敬業の討伐にあたった。官軍が淮水に進むと、徐敬業は潤州を攻めており、徐敬業の弟の徐敬猷は淮陰を守り、将軍の韋超は都梁山に拠って孝逸を阻もうとした。孝逸は険阻な山岳に拠る韋超を放置して揚州に進もうとしたが、支度使の薛克構が韋超は小敵ではあり、放置しては示しがつかないと孝逸に進言したため、孝逸はこれに従った。山を登って韋超を攻撃し、数百人を殺して韋超を敗走させた。さらに淮陰に進撃して徐敬猷を破った。徐敬業は軍をかえして下阿渓に至り孝逸と会戦したが、徐敬業は大敗し、続いて揚州も陥落した。
孝逸は功績により鎮軍大将軍に進み、呉国公に封ぜられ、威名は轟いた。しかし垂拱2年（686年）、武承嗣らに憎まれ、讒言を受けて施州刺史に左遷された。さらに儋州に流され、亡くなった。景雲元年（710年）、金州大都督の位を追贈された。

## 伝記資料
- 『旧唐書』巻六十 列伝第十「宗室伝」
- 『新唐書』巻七十八 列伝第三「宗室伝」